# أريد أن أذهب (أغنية)
«أريد أن أذهب» أو «آي وونا غو» (بالإنجليزية: I Wanna Go) هي أغنية للمغنية الأمريكية بريتني سبيرز، من ألبومها السابع فيم فيتال. أصدرت تسجيلات جايف الأغنية كثالث أغنية منفردة من الألبوم في 13 يونيو، 2011.
«آي وونا غو» هي أغنية بوب راقصة مع إيقاعات وطبول، وكلماتها تتحدث عن خسارة الكبوت والروتينية في الأعمال اليومية. إستقبلت الأغنية نقداً جيداً من النقاد وصدر لها عدة نسخ ريمكس.
بعد صدور الألبوم، دخلت الأغنية كغير منفردة في قوائم البيلبورد لأفضل 100 أغنية بمركز 73 وقائمة كندا وتصدرت قائمة كوريا الجنوبية نظراً لمبيعاتها الرقمية العالية. بعد صدورها كمنفردة، وصلت قوائم أفضل 10 أغاني في عدة متاجر موسيقية منهم كندا، فرنسا، فنلندا، والولايات المتحدة. في الولايات المتحدة أغنية «آي وونا غو» جعلت ألبوم فيم فيتال أول ألبوم لسبيرز يحتوي 3 أغاني منفردة دخلت قوائم أفضل 10 أغاني، وأصبحت الأغنية أنجح أغاني سبيرز في الراديوهات. أول تغريدة لسبيرز على موقع تويتر كانت رابطاً إلكترونياً يصل بالأغنية.
في الفيديو المرافق للأغنية، تظهر سبيرز تحلم وهي ياقظة أثناء وجودها في مؤتمر صحفي بسلسلة من الأحداث، كأن تكون مطاردة بسبب الباباراتزي (ملاحقو المشاهير) وأن تكون مطاردة بالممثل غويليرمو دياز. يحتوي الفيديو مراجع للأفلام «هاف بيكد، كروس رودز، المبيد 2: يوم الحساب» ومن فيديو أغنية ثريلر لمايكل جاكسون. أخذ الفيديو نقداً جيداً من النقاد ووصفوه بالمَرِح. أدت سبيرز الأغنية في جولة فيم فيتال وجولة بيس اوف مي.